# دوستت دارم هرزه
«دوستت دارم هرزه» (به انگلیسی: I LOVE YOU HOE) ترانهٔ مقدماتی ئی‌پی همکاری اودتاری و ۹لایوز تحت عنوان ۳×۳ و همچنین ششمین قطعهٔ ئی‌پی از در تا شفق اثر اودتاری می‌باشد. 